# 穆纽斯迪梅卢
穆纽斯迪梅卢是巴西巴拉那州的一个市镇。总面积137.018平方公里，总人口3688人，人口密度26.9人/平方公里。